# 뮤직브레인즈
뮤직브레인즈(영어: MusicBrainz)는 음반 데이터베이스 사이트로, 누구나 자유롭게 자료를 채우고 수정할 수 있도록 구성되어 있다. 간단한 수정은 바로 반영되지만, 음반을 새로 추가하는 등의 편집은 다른 사용자들의 투표를 통해 반영하는 구조를 가진다.
뮤직브레인즈의 음반 정보 자료는 퍼블릭 도메인으로 공개되며, 나머지 자료는 크리에이티브 커먼즈 CC-BY-NC-SA로 공개된다. 서버 소스 코드 또한 GNU 일반 공중 허가서(GPL)로 배포된다.
뮤직브레인즈는 프리디비와 유사한 목표를 가지고 있지만, 프리디비에 비해 더욱 구조적인 자료를 구축하는 것을 목표로 한다.

## 지원 소프트웨어
다음의 소프트웨어는 뮤직브레인즈를 지원한다.
- 아마록
- 밴시 음악 재생기(Banshee)
- 클레멘타인
- Sound Juicer: GNOME용 음반 리핑 프로그램

또한, 프리디비 프로토콜을 지원하는 프로그램은 FreeDBGateway를 통하여 뮤직브레인즈의 이용이 가능하다.